# Тео де Рад
Тео де Рад (роден на 19 май 1968 в Претория, ЮАР) е програмист, който живее в Калгари, Канада. Той е създател и настоящ ръководител на проектите OpenBSD и OpenSSH, както и един от основателите на NetBSD.

## NetBSD
Проектът NetBSD е създаден от Де Рад и още няколко разработчика, които не са доволни от качеството и производителността на Jolix (известен още като 386BSD) и смятат, че по-отвореният модел на разработка ще подпомогне развитието на операционната система. NetBSD се съсредоточава върху чистият, преносим и верен код, като цел е създаването на единна и многоплатформена BSD-базирана операционна система. Поради важността на мрежите като Интернет при работата върху проекта, Де Рад предлага името "NetBSD", което бива прието от другите разработчици.
Хранилището с код на NetBSD се създава на 21 март 1993, а първата версия (NetBSD 0.8) излиза през април 1993 и е базирана на 386BSD 0.1. През август същата година излиза и версия 0.9, която съдържа много подобрения. През този период системата е все още съвместима с PC, но поддръжката на нови платформи е запланувана.
През октомври 1994 излиза NetBSD 1.0 - първата версия, която поддържа няколко архитектури. Де Рад има голям принос за SPARC версията.

## OpenBSD
През декември 1994 Де Рад е принуден да се оттегли от поста на главен разработчик на NetBSD и неговият достъп до хранилищата с код е спрян. Причините за това все още не са напълно ясни.
През октомври 1995 Де Рад създава OpenBSD - нов проект, базиран на кода на NetBSD 1.0. Първото му издание, OpenBSD 1.2, излиза през юли 1996, а през октомври същата година се появява и OpenBSD 2.0. Оттогава проектът се придържа към график при който на всеки 6 месеца излиза едно издание, което се поддържа една година.